# 2012-es Formula–1 olasz nagydíj
Az olasz nagydíj volt a 2012-es Formula–1 világbajnokság tizenharmadik futama, amelyet 2012. szeptember 7. és szeptember 9. között rendeztek meg az olaszországi Autodromo Nazionale Monzán, Monzában.

## Szabadedzések

### Első szabadedzés
Az olasz nagydíj első szabadedzését szeptember 7-én, pénteken délelőtt tartották.
| helyezés | versenyző          | csapat/motor         | elért idő | különbség | futott kör |
| -------- | ------------------ | -------------------- | --------- | --------- | ---------- |
| 1        | Michael Schumacher | Mercedes             | 1:25,422  | −         | 26         |
| 2        | Jenson Button      | McLaren-Mercedes     | 1:25,723  | +0,301    | 29         |
| 3        | Nico Rosberg       | Mercedes             | 1:25,762  | +0,340    | 26         |
| 4        | Fernando Alonso    | Ferrari              | 1:25,800  | +0,378    | 22         |
| 5        | Felipe Massa       | Ferrari              | 1:25,861  | +0,439    | 27         |
| 6        | Lewis Hamilton     | McLaren-Mercedes     | 1:25,944  | +0,522    | 30         |
| 7        | Kimi Räikkönen     | Lotus-Renault        | 1:26,046  | +0,624    | 25         |
| 8        | Sergio Pérez       | Sauber-Ferrari       | 1:26,323  | +0,901    | 26         |
| 9        | Mark Webber        | Red Bull-Renault     | 1:26,390  | +0,968    | 24         |
| 10       | Pastor Maldonado   | Williams-Renault     | 1:26,504  | +1,082    | 19         |
| 11       | Sebastian Vettel   | Red Bull-Renault     | 1:26,508  | +1,086    | 18         |
| 12       | Nico Hülkenberg    | Force India-Mercedes | 1:26,518  | +1,096    | 21         |
| 13       | Valtteri Bottas    | Williams-Renault     | 1:26,641  | +1,219    | 26         |
| 14       | Kobajasi Kamui     | Sauber-Ferrari       | 1:26,746  | +1,324    | 23         |
| 15       | Jérôme d’Ambrosio  | Lotus-Renault        | 1:27,180  | +1,758    | 29         |
| 16       | Jules Bianchi      | Force India-Mercedes | 1:27,192  | +1,770    | 22         |
| 17       | Daniel Ricciardo   | Toro Rosso-Ferrari   | 1:27,373  | +1,951    | 25         |
| 18       | Jean-Éric Vergne   | Toro Rosso-Ferrari   | 1:27,789  | +2,367    | 24         |
| 19       | Heikki Kovalainen  | Caterham-Renault     | 1:27,855  | +2,433    | 27         |
| 20       | Vitalij Petrov     | Caterham-Renault     | 1:28,578  | +3,156    | 20         |
| 21       | Charles Pic        | Marussia-Cosworth    | 1:28,751  | +3,329    | 26         |
| 22       | Timo Glock         | Marussia-Cosworth    | 1:29,207  | +3,785    | 21         |
| 23       | Pedro de la Rosa   | HRT-Cosworth         | 1:29,331  | +3,909    | 21         |
| 24       | Ma Qing Hua        | HRT-Cosworth         | 1:31,239  | +5,817    | 26         |

### Második szabadedzés
Az olasz nagydíj második szabadedzését szeptember 7-én, pénteken délután tartották.
| helyezés | versenyző          | csapat/motor         | elért idő | különbség | futott kör |
| -------- | ------------------ | -------------------- | --------- | --------- | ---------- |
| 1        | Lewis Hamilton     | McLaren-Mercedes     | 1:25,290  | −         | 32         |
| 2        | Jenson Button      | McLaren-Mercedes     | 1:25,328  | +0,038    | 35         |
| 3        | Fernando Alonso    | Ferrari              | 1:25,348  | +0,058    | 17         |
| 4        | Felipe Massa       | Ferrari              | 1:25,430  | +0,140    | 43         |
| 5        | Nico Rosberg       | Mercedes             | 1:25,446  | +0,156    | 41         |
| 6        | Kimi Räikkönen     | Lotus-Renault        | 1:25,504  | +0,214    | 42         |
| 7        | Paul di Resta      | Force India-Mercedes | 1:25,546  | +0,256    | 40         |
| 8        | Nico Hülkenberg    | Force India-Mercedes | 1:25,547  | +0,257    | 36         |
| 9        | Sergio Pérez       | Sauber-Ferrari       | 1:26,068  | +0,778    | 32         |
| 10       | Michael Schumacher | Mercedes             | 1:26,094  | +0,804    | 38         |
| 11       | Mark Webber        | Red Bull-Renault     | 1:26,104  | +0,814    | 35         |
| 12       | Jérôme d’Ambrosio  | Lotus-Renault        | 1:26,157  | +0,867    | 36         |
| 13       | Sebastian Vettel   | Red Bull-Renault     | 1:26,394  | +1,104    | 31         |
| 14       | Pastor Maldonado   | Williams-Renault     | 1:26,404  | +1,114    | 42         |
| 15       | Daniel Ricciardo   | Toro Rosso-Ferrari   | 1:26,724  | +1,434    | 33         |
| 16       | Kobajasi Kamui     | Sauber-Ferrari       | 1:26,730  | +1,440    | 17         |
| 17       | Bruno Senna        | Williams-Renault     | 1:26,783  | +1,493    | 39         |
| 18       | Heikki Kovalainen  | Caterham-Renault     | 1:26,841  | +1,551    | 39         |
| 19       | Jean-Éric Vergne   | Toro Rosso-Ferrari   | 1:26,864  | +1,574    | 36         |
| 20       | Vitalij Petrov     | Caterham-Renault     | 1:27,222  | +1,932    | 36         |
| 21       | Timo Glock         | Marussia-Cosworth    | 1:27,944  | +2,654    | 36         |
| 22       | Charles Pic        | Marussia-Cosworth    | 1:27,968  | +2,678    | 36         |
| 23       | Pedro de la Rosa   | HRT-Cosworth         | 1:28,575  | +3,285    | 34         |
| 24       | Narain Karthikeyan | HRT-Cosworth         | 1:28,779  | +3,489    | 21         |

### Harmadik szabadedzés
Az olasz nagydíj harmadik szabadedzését szeptember 8-án, szombaton délelőtt tartották.
| helyezés | versenyző          | csapat/motor         | elért idő | különbség | futott kör |
| -------- | ------------------ | -------------------- | --------- | --------- | ---------- |
| 1        | Lewis Hamilton     | McLaren-Mercedes     | 1:24,578  | −         | 18         |
| 2        | Fernando Alonso    | Ferrari              | 1:24,579  | +0,001    | 15         |
| 3        | Paul di Resta      | Force India-Mercedes | 1:24,849  | +0,271    | 20         |
| 4        | Felipe Massa       | Ferrari              | 1:24,909  | +0,331    | 16         |
| 5        | Jenson Button      | McLaren-Mercedes     | 1:24,994  | +0,416    | 17         |
| 6        | Nico Rosberg       | Mercedes             | 1:25,036  | +0,458    | 22         |
| 7        | Sergio Pérez       | Sauber-Ferrari       | 1:25,160  | +0,582    | 23         |
| 8        | Kimi Räikkönen     | Lotus-Renault        | 1:25,255  | +0,677    | 19         |
| 9        | Nico Hülkenberg    | Force India-Mercedes | 1:25,289  | +0,711    | 20         |
| 10       | Pastor Maldonado   | Williams-Renault     | 1:25,383  | +0,805    | 18         |
| 11       | Mark Webber        | Red Bull-Renault     | 1:25,389  | +0,811    | 21         |
| 12       | Sebastian Vettel   | Red Bull-Renault     | 1:25,406  | +0,828    | 17         |
| 13       | Bruno Senna        | Williams-Renault     | 1:25,461  | +0,883    | 21         |
| 14       | Michael Schumacher | Mercedes             | 1:25,563  | +0,985    | 23         |
| 15       | Kobajasi Kamui     | Sauber-Ferrari       | 1:25,689  | +1,111    | 22         |
| 16       | Daniel Ricciardo   | Toro Rosso-Ferrari   | 1:25,706  | +1,128    | 16         |
| 17       | Jérôme d’Ambrosio  | Lotus-Renault        | 1:25,973  | +1,395    | 20         |
| 18       | Jean-Éric Vergne   | Toro Rosso-Ferrari   | 1:26,003  | +1,425    | 19         |
| 19       | Heikki Kovalainen  | Caterham-Renault     | 1:26,657  | +2,079    | 18         |
| 20       | Vitalij Petrov     | Caterham-Renault     | 1:27,267  | +2,689    | 16         |
| 21       | Charles Pic        | Marussia-Cosworth    | 1:27,454  | +2,876    | 20         |
| 22       | Timo Glock         | Marussia-Cosworth    | 1:27,728  | +3,150    | 19         |
| 23       | Narain Karthikeyan | HRT-Cosworth         | 1:28,035  | +3,457    | 23         |
| 24       | Pedro de la Rosa   | HRT-Cosworth         | 1:28,384  | +3,806    | 17         |

## Időmérő edzés
Az olasz nagydíj időmérő edzését szeptember 8-án, szombaton futották.
| helyezés              | rajtszám | versenyző          | csapat/motor         | 1. rész    | 2. rész  | 3. rész  | rajthely |
| --------------------- | -------- | ------------------ | -------------------- | ---------- | -------- | -------- | -------- |
| 1                     | 4        | Lewis Hamilton     | McLaren-Mercedes     | 1:24,211   | 1:24,394 | 1:24,010 | 1        |
| 2                     | 3        | Jenson Button      | McLaren-Mercedes     | 1:24,672   | 1:24,255 | 1:24,133 | 2        |
| 3                     | 6        | Felipe Massa       | Ferrari              | 1:24,882   | 1:24,505 | 1:24,247 | 3        |
| 4                     | 11       | Paul di Resta      | Force India-Mercedes | 1:24,875   | 1:24,345 | 1:24,304 | 91       |
| 5                     | 7        | Michael Schumacher | Mercedes             | 1:25,302   | 1:24,675 | 1:24,540 | 4        |
| 6                     | 1        | Sebastian Vettel   | Red Bull-Renault     | 1:25,011   | 1:24,687 | 1:24,802 | 5        |
| 7                     | 8        | Nico Rosberg       | Mercedes             | 1:24,689   | 1:24,515 | 1:24,833 | 6        |
| 8                     | 9        | Kimi Räikkönen     | Lotus-Renault        | 1:25,151   | 1:24,742 | 1:24,855 | 7        |
| 9                     | 14       | Kobajasi Kamui     | Sauber-Ferrari       | 1:25,317   | 1:24,683 | 1:25,109 | 8        |
| 10                    | 5        | Fernando Alonso    | Ferrari              | 1:24,175   | 1:24,242 | 1:25,678 | 10       |
| 11                    | 2        | Mark Webber        | Red Bull-Renault     | 1:25,556   | 1:24,809 |          | 11       |
| 12                    | 18       | Pastor Maldonado   | Williams-Renault     | 1:25,103   | 1:24,820 |          | 222      |
| 13                    | 15       | Sergio Pérez       | Sauber-Ferrari       | 1:25,300   | 1:24,901 |          | 12       |
| 14                    | 19       | Bruno Senna        | Williams-Renault     | 1:25,135   | 1:25,042 |          | 13       |
| 15                    | 16       | Daniel Ricciardo   | Toro Rosso-Ferrari   | 1:25,728   | 1:25,312 |          | 14       |
| 16                    | 10       | Jérôme d’Ambrosio  | Lotus-Renault        | 1:25,834   | 1:25,408 |          | 15       |
| 17                    | 17       | Jean-Éric Vergne   | Toro Rosso-Ferrari   | 1:25,649   | 1:25,441 |          | 16       |
| 18                    | 20       | Heikki Kovalainen  | Caterham-Renault     | 1:26,382   |          |          | 17       |
| 19                    | 21       | Vitalij Petrov     | Caterham-Renault     | 1:26,887   |          |          | 18       |
| 20                    | 24       | Timo Glock         | Marussia-Cosworth    | 1:27,039   |          |          | 19       |
| 21                    | 25       | Charles Pic        | Marussia-Cosworth    | 1:27,073   |          |          | 20       |
| 22                    | 23       | Narain Karthikeyan | HRT-Cosworth         | 1:27,441   |          |          | 21       |
| 23                    | 22       | Pedro de la Rosa   | HRT-Cosworth         | 1:27,629   |          |          | 23       |
| 107%-os idő: 1:30,067 |          |                    |                      |            |          |          |          |
| 24                    | 12       | Nico Hülkenberg    | Force India-Mercedes | idő nélkül |          |          | 24       |
| Forrás:               |          |                    |                      |            |          |          |          |

Megjegyzés:
- ↑ 1:  — Paul di Resta 5 helyes rajtbüntetést kap váltócsere miatt.[2]
- ↑ 2:  — Pastor Maldonado 10 helyes rajtbüntetést kapott az előző nagydíjon való korai rajt miatt és elkerülhető baleset okozása miatt.[3]

## Futam
Az olasz nagydíj futama szeptember 9-én, vasárnap rajtolt.
| helyezés | rajtszám | versenyző          | csapat/motor         | futott kör | idő/kiesés oka   | rajthely | pont |
| -------- | -------- | ------------------ | -------------------- | ---------- | ---------------- | -------- | ---- |
| 1        | 4        | Lewis Hamilton     | McLaren-Mercedes     | 53         | 1:19:41,221      | 1        | 25   |
| 2        | 15       | Sergio Pérez       | Sauber-Ferrari       | 53         | +4,356           | 12       | 18   |
| 3        | 5        | Fernando Alonso    | Ferrari              | 53         | +20,594          | 10       | 15   |
| 4        | 6        | Felipe Massa       | Ferrari              | 53         | +29,667          | 3        | 12   |
| 5        | 9        | Kimi Räikkönen     | Lotus-Renault        | 53         | +30,881          | 7        | 10   |
| 6        | 7        | Michael Schumacher | Mercedes             | 53         | +31,259          | 4        | 8    |
| 7        | 8        | Nico Rosberg       | Mercedes             | 53         | +33,550          | 6        | 6    |
| 8        | 11       | Paul di Resta      | Force India-Mercedes | 53         | +41,057          | 9        | 4    |
| 9        | 14       | Kobajasi Kamui     | Sauber-Ferrari       | 53         | +43,898          | 8        | 2    |
| 10       | 19       | Bruno Senna        | Williams-Renault     | 53         | +48,144          | 13       | 1    |
| 11       | 18       | Pastor Maldonado   | Williams-Renault     | 53         | +48,682          | 22       |      |
| 12       | 16       | Daniel Ricciardo   | Toro Rosso-Ferrari   | 53         | +50,316          | 14       |      |
| 13       | 10       | Jérôme d’Ambrosio  | Lotus-Renault        | 53         | +1:15,861        | 15       |      |
| 14       | 20       | Heikki Kovalainen  | Caterham-Renault     | 52         | +1 kör           | 17       |      |
| 15       | 21       | Vitalij Petrov     | Caterham-Renault     | 52         | +1 kör           | 18       |      |
| 16       | 25       | Charles Pic        | Marussia-Cosworth    | 52         | +1 kör           | 20       |      |
| 17       | 24       | Timo Glock         | Marussia-Cosworth    | 52         | +1 kör           | 19       |      |
| 18       | 22       | Pedro de la Rosa   | HRT-Cosworth         | 52         | +1 kör           | 23       |      |
| 19       | 23       | Narain Karthikeyan | HRT-Cosworth         | 52         | +1 kör           | 21       |      |
| 20       | 2        | Mark Webber        | Red Bull-Renault     | 51         | kicsúszás        | 11       |      |
| 21       | 12       | Nico Hülkenberg    | Force India-Mercedes | 50         | fékhiba          | 24       |      |
| 22       | 1        | Sebastian Vettel   | Red Bull-Renault     | 47         | generátor        | 5        |      |
| ki       | 3        | Jenson Button      | McLaren-Mercedes     | 32         | üzemanyag nyomás | 2        |      |
| ki       | 17       | Jean-Éric Vergne   | Toro Rosso-Ferrari   | 8          | kicsúszás        | 16       |      |
| Forrás:  |          |                    |                      |            |                  |          |      |

## A világbajnokság állása a verseny után
| H   | Versenyzők       | Pont | H   | Konstruktőrök        | Pont |
| --- | ---------------- | ---- | --- | -------------------- | ---- |
| 1.  | Fernando Alonso  | 179  | 1.  | Red Bull-Renault     | 272  |
| 2.  | Lewis Hamilton   | 142  | 2.  | McLaren-Mercedes     | 243  |
| 3.  | Kimi Räikkönen   | 141  | 3.  | Ferrari              | 226  |
| 4.  | Sebastian Vettel | 140  | 4.  | Lotus-Renault        | 217  |
| 5.  | Mark Webber      | 132  | 5.  | Mercedes             | 126  |
| 6.  | Jenson Button    | 101  | 6.  | Sauber-Ferrari       | 100  |
| 7.  | Nico Rosberg     | 83   | 7.  | Force India-Mercedes | 63   |
| 8.  | Romain Grosjean  | 76   | 8.  | Williams-Renault     | 54   |
| 9.  | Sergio Pérez     | 65   | 9.  | STR-Ferrari          | 12   |
| 10. | Felipe Massa     | 47   | 10. | Caterham-Renault     | 0    |

(A teljes táblázat)